# Заборье (Зачачьевское сельское поселение, у д. Бельково)
Заборье — деревня в Холмогорском районе Архангельской области.

## География
Находится в центральной части Архангельской области на расстоянии приблизительно 4 км на юг по прямой от села Емецк.

## История
В 1859 году здесь (тогда территория Холмогорского уезда Архангельской губернии) был учтен 31 двор: 8 в деревне Мыщевская, 13 в Спировской и 10 в Броницкой (составные части Заборья). До 2015 года входила в Зачачьевское сельское поселение, с 2015 по 2022 в Емецкое сельское поселение до его упразднения.

## Население
Численность населения: 85 человек: 25 в Мыщевской, по 30 в Спировской и Броницкой (1905 год), 19 человека (русские 100 %) в 2002 году, 18 в 2010.